# Henri le Jeune
Pour les articles homonymes, voir Henri d'Angleterre.
Henri dit le Jeune (28 février 1155 – 11 juin 1183), prince angevin, roi d'Angleterre conjointement avec son père à partir de 1170, est le fils et héritier présomptif d'Henri II d'Angleterre de 1156 à 1183. Il tient son surnom de son couronnement anticipé du vivant de son père.

## Biographie

### Jeunesse
Henri le Jeune naît à Londres, le 28 février 1155. Il est le deuxième des cinq fils d'Henri II, duc de Normandie et roi d'Angleterre, et d'Aliénor, duchesse d'Aquitaine. À la mort de son frère aîné Guillaume, en décembre 1156, il devient l'héritier du trône d'Angleterre.
En 1158, à la collégiale Saint-Pierre de Neuf-Marché il est fiancé à Marguerite, première fille du roi Louis VII de France et de son épouse Constance de Castille. Le 2 novembre 1160 au Neubourg, après l'obtention d'une dispense papale d'âge accordée par Alexandre III, le mariage des deux jeunes enfants (lui 5 ans, elle 2 ans) est célébré. Cette union rapide est due à la volonté d'Henri II d'entrer en possession de la dot de sa belle-fille, le Vexin normand.
En 1162, il est envoyé pour être éduqué auprès de Thomas Becket, alors chancelier d'Angleterre. Becket se prend d'affection pour lui, et écrira l'avoir considéré comme son fils adoptif. Toutefois, avant la fin de 1163, Becket, devenu archevêque de Cantorbéry, est tombé en défaveur auprès du roi, et la tutelle du jeune Henri lui est retirée et est confiée à Guillaume Fitz Jean, un administrateur royal.
Henri II est décidé à assurer très tôt la succession de son fils sur le trône, à la manière capétienne, et à le faire couronner roi. Ainsi, en 1162, Henri le Jeune reçoit un serment de fidélité des barons anglais. Une commande pour lui fabriquer une couronne est passée, et en 1163, il reçoit, conjointement avec son père, l'hommage du roi d'Écosse Malcolm IV. Mais Thomas Becket s'oppose fermement à ce couronnement, et, le conflit avec le roi prenant de l'ampleur, l'archevêque doit s'exiler en France à partir de 1164, et le couronnement est reporté.

### Roi d'Angleterre
En 1169, lors de la rencontre de Montmirail, Henri le Jeune, déjà vassal du roi de France, son beau-père, pour la Normandie, fait hommage pour les principautés paternelles d'Anjou et Maine, ainsi que pour la Bretagne, que son frère cadet Geoffroy tient de lui. Il reçoit également le titre honorifique de « sénéchal de France ». Richard, lui, prête hommage au roi de France pour l'Aquitaine.
Le 14 juin 1170, Henri le Jeune est d'abord adoubé (fait chevalier) par son père et est enfin sacré et couronné roi d'Angleterre à Westminster par Roger de Pont-l'Évêque, archevêque d'York, assisté de dix ou onze évêques anglais et normands. Thomas Becket, archevêque de Cantorbéry et primat d'Angleterre, est normalement le seul habilité à sacrer le roi d'Angleterre. Furieux, Becket demande à Alexandre III des sanctions contre les ecclésiastiques qui ont pris part à cette cérémonie. Le pape décide de leur suspension et pour certains, de leur excommunication. C'est ce dernier épisode qui conduit à l'assassinat de l'archevêque, le 29 décembre 1170 dans la cathédrale de Cantorbéry. Henri II affecte alors auprès d'Henri le Jeune, un maître en chevalerie et un mentor en la personne de Guillaume le Maréchal.
Le 27 août 1172, dans la cathédrale de Winchester, a lieu un second couronnement afin de satisfaire Louis VII de France, qui veut que sa fille Marguerite soit couronnée.

### Révolte de 1173-1174
Bien qu'Henri le Jeune ait fait hommage au roi de France pour toutes les possessions continentales du Plantagenêt, hormis l'Aquitaine d'Aliénor dont Richard a été investi, et qu'il en soit donc légalement le possesseur, il n'en contrôle aucune. D'une part, son père lui refuse la moindre responsabilité, contrairement à ses deux cadets ; et d'autre part, il ne touche aucun revenu, ce qui l'empêche de mener le train de vie qu'il souhaiterait, et il est donc très endetté.
Un autre objet de conflit entre le père et le fils est la mort de Thomas Becket en 1170. Toujours en 1170, il se fâche avec son père lorsque son frère Richard (plus tard Richard Cœur de Lion) reçoit le duché d'Aquitaine, possession de leur mère. En 1173, Henri le Jeune proteste contre le fait que son père envisage de donner des territoires à son plus jeune frère Jean sans Terre à l'occasion de ses fiançailles avec Alix (fille du comte Humbert III de Savoie et de Maurienne).
Ce dernier épisode le décide à agir, influencé par son beau-père, le roi de France. En mars 1173, il s'enfuit de la cour de son père pour celle de Louis VII. Il se rebelle alors ouvertement, et est bientôt rejoint par ses frères Geoffroy et Richard. Les ennemis d'Henri II profitent alors de l'occasion, et la coalition est complétée par Philippe d'Alsace, comte de Flandre, et de grands barons de l'Empire Plantagenêt, alliés à qui Henri le Jeune promet des revenus dans ses domaines.
Mais Henri II triomphe de tous ses ennemis et écrase ses adversaires en Normandie en 1173. Après la mort au combat du comte de Boulogne, son frère, le comte de Flandre abandonne la coalition. Robert III de Beaumont, le comte de Leicester, et Guillaume le Lion, le roi d'Écosse sont capturés ; Aliénor, la femme d'Henri II, qui complote contre lui, est emprisonnée.
Henri et ses frères font finalement la paix avec leur père, le 30 septembre 1174 à Montlouis. Il est convenu qu'Henri II suspende la donation de fiefs à Jean. En retour et sous réserve de bonne conduite, Henri le Jeune reçoit 15 000 livres angevines (3750 livres sterling) pour pouvoir maintenir son rang, et deux châteaux en Normandie que son père choisira.

### Fin de carrière
Dans les années suivantes, Henri le Jeune reste loyal à son père. Il participe à ses côtés à diverses tâches royales, mais sans enthousiasme. Il l'aide notamment à réprimer une révolte du seigneur de Châteauroux en prenant Déols, Châteauroux et Issoudun.[réf. nécessaire] Néanmoins, les causes de sa révolte sont toujours présentes, car le jeune roi n'a toujours pas de fief sur lequel régner.
En 1176, son père lui interdit d'effectuer le pèlerinage de Saint-Jacques-de-Compostelle, et il rejoint la cour de Philippe d'Alsace, le comte de Flandre. Ce dernier joue de son influence sur lui pour le manipuler. Il finance aussi le train de vie dispendieux du jeune homme, notamment sa passion pour les tournois. En 1179, Philippe d'Alsace se désintéresse de lui et se rapproche de Philippe Auguste, qui monte sur le trône de France en 1180. Peu après, le père et le fils sont côte à côte pour combattre le comte de Flandre qui tente de prendre sous sa coupe le jeune roi de France, avec qui ils se sont alliés.
En 1182, Henri le Jeune exige à nouveau de son père plus de pouvoir, mais celui-ci refuse. Comme auparavant, il rejoint la cour de France, et le désaccord est réglé par l'augmentation de sa pension journalière. Peu après, accompagnant son père, il aide son frère Richard à réprimer une révolte de barons aquitains. Mais il entre en conflit avec ce dernier qui s'est emparé de Clairvaux, situé dans l'Anjou, près du Poitou, et l'a fortifié. Il est probablement aussi jaloux de sa réussite en Aquitaine, car Richard a obtenu de leur père toute latitude pour gérer le duché Il décide alors de soutenir ouvertement les barons rebelles d'Aquitaine, notamment Adémar V de Limoges.

### Mort et inhumation

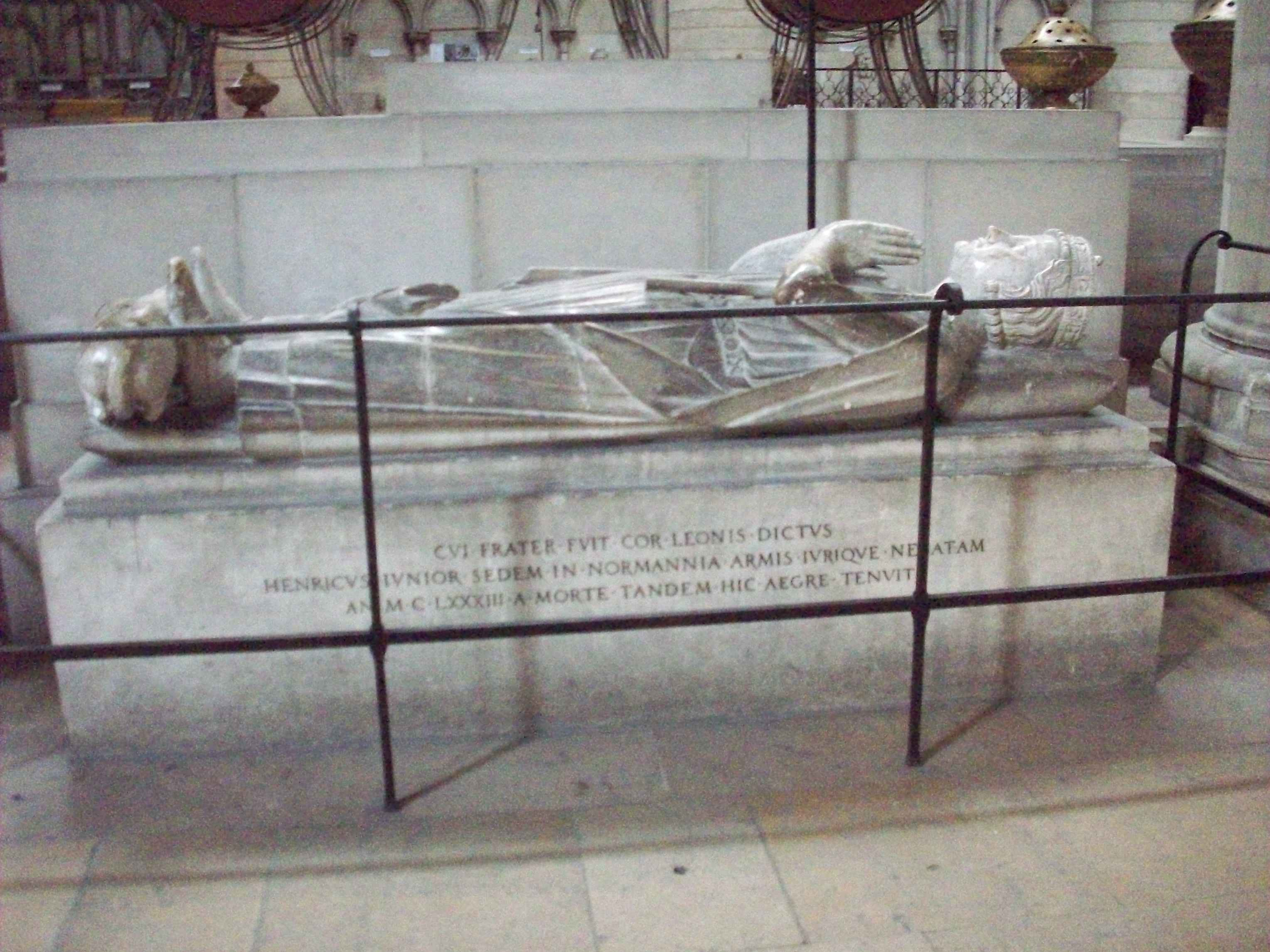
Gisant d'Henri dans la cathédrale de Rouen.

En janvier 1183, une tentative de réconciliation est faite par Henri II, mais Richard refuse de faire hommage à son frère aîné pour l'Aquitaine. Henri le Jeune le suit dans son duché, non comme il le fait croire pour tenter une réconciliation, mais pour y soutenir les barons rebelles. Il est accueilli en sauveur à Limoges, les barons préférant soutenir un seigneur nonchalant qu'un tyran comme Richard,. Mais en avril 1183, il est assiégé à Limoges par son père et son frère, avec tous les barons rebelles. Il fait chercher des troupes de mercenaires qu'il paye avec le butin du sac de la ville et du sanctuaire de saint Martial. Le roi Philippe Auguste décide alors de lui prêter main-forte, et il est accompagné de Hugues III, duc de Bourgogne et Raymond V, comte de Toulouse.
De retour d'un raid sur Angoulême, les habitants lui refusent l'entrée dans la ville. Il doit fuir dans le sud du duché, et pille le monastère de Grandmont et les sanctuaires de Rocamadour. Il tombe gravement malade à Martel, et essaie de se réconcilier avec son père. Mais celui-ci, croyant à une énième ruse de son fils, l'ignore. Henri le jeune meurt le 11 juin 1183 de la dysenterie. Sa disparition met fin à la rébellion en Aquitaine, et au conflit qui se préparait entre les rois d'Angleterre et de France.
Alors que son corps est rapatrié en Normandie, pour y être inhumé dans la cathédrale de Rouen selon son souhait, les habitants du Mans s'en emparent et le placent dans leur cathédrale. Finalement, sur l'insistance d'Henri II et la menace de représailles des Rouennais, il est transféré à Rouen et inhumé dans le chœur « avec une pompe royale ». Selon les dernières volontés du jeune roi, ses entrailles sont enterrées à Limoges.
Son tombeau, avec gisant du XIIIe siècle, est situé dans le déambulatoire de la cathédrale Notre-Dame de Rouen, installé à son emplacement actuel en 1956. Longtemps caché, il a été redécouvert par l'abbé Cochet en 1866 brisé. Il a servi de modèle au gisant de Rollon, détruit lors des bombardements de 1944. Deux poèmes de Bertran de Born déplorent la mort du jeune 'rei englès': Mon Chan Fenisc et Si Tuit li Dol.
Son épitaphe:
« CUI.FRATER.FUIT.COR.LEONIS.DICTUS
HENRICUS.IUNIOR.SEDEM.IN.NORMANNIA.ARMIS.IURIQUE.NEGATAM
AN.M.C.LXXXIII.A.MORTE.TANDEM.HIC.AEGRE.TENUIT »
(traduction: Frère de Richard, dénommé Cœur de Lion,
Henri le jeune, prétendant au siège de Normandie qui fut refusé à ses armes et à son bon droit,
l'obtint enfin, ici-même, par sa mort, à son corps défendant en l'an 1183.)

### Portrait et réputation
Pour Elizabeth Hallam, il est grand, blond, séduisant et attirant, capable de persuader par le discours, et exagérément généreux. Mais Henri le Jeune a plus la carrure d'un jouisseur que d'un chef d'État. D'une personnalité certes charmante, il est toutefois décrit régulièrement comme nonchalant, frivole et inconsistant. Pour Christopher Tyerman, il est bien plus intéressé par la poursuite du plaisir et de l'excitation que par les devoirs incombant à un roi couronné. À aucun moment, même après sa réconciliation avec son père en 1174, il ne montre son envie de prendre des responsabilités, et ses revendications de fiefs n'ont pour autre but que d'avoir des moyens de financer son train de vie. Bien au contraire, il montre qu'il n'a pas du tout saisi quelle était la destinée qui lui était dévolue. Pire, son irresponsabilité met en danger l'empire familial durant sa rébellion de 1173-1174 ; et son frère et son duché en 1183. Sa personnalité explique évidemment pourquoi son père se refusait à lui confier quelque terre que ce soit.